# Rândunică cu picioare albe
Rândunica cu picioare albe (Atticora tibialis) este o specie de pasăre din familia Hirundinidae. Anterior a fost plasat în genul monotipic, Neochelidon.
Se găsește în Bolivia, Brazilia, Columbia, Ecuador, Guyana Franceză, Panama, Peru, Surinam și Venezuela. Habitatul său natural sunt pădurile de câmpie umede subtropicale sau tropicale.